# Zoja Ovsij
Zoja Ovsij (in ucraino Зоя Овсій?; 30 agosto 1994) è un'atleta paralimpica ed ex canoista ucraina affetta da artrogriposi congenita. Nell'atletica leggera è specializzata nel lancio del disco e lancio della clava e classificata come F51.

## Biografia
Inizialmente si è dedicata alla canoa paralimpica, conquistando una medaglia di bronzo ai mondiali di Mosca e una d'argento agli europei di Račice. Quando nel 2016 il suo sport non è stato incluso nel programma dei Giochi paralimpici estivi, alle Paralimpiadi di Rio de Janeiro è scesa in campo nelle gare di atletica, conquistando la medaglia di bronzo nel lancio del disco F52 e quella d'argento nel lancio della clava F51.
Nel 2017 si è laureata campionessa mondiale del lancio della clava F51 ai campionati paralimpici di Londra, mentre nel lancio del disco F52 si è aggiudicata la medaglia di bronzo. Agli europei paralimpici di Berlino 2018 è tornata a conquistare la medaglia d'oro nel lancio della clava F51 e l'argento nel lancio del disco F53.
Ai mondiali paralimpici di Dubai 2019 si è riconfermata campionessa mondiale nel lancio della clava F51, migliorando il record del mondo con un lancio a 25,23 m, e ha vinto la medaglia di bronzo nel lancio del disco F53. 
Nel 2021, dopo le due medaglie d'argento nel lancio del disco F53 e nel lancio della clava F51 ai campionati europei paralimpici di Bydgoszcz, ha preso parte ai Giochi paralimpici di Tokyo, tornando a casa con la medaglia d'oro nel lancio della clava F51 e con quella di bronzo nel lancio del disco F53. Alle Paralimpiadi di Parigi, tre anni dopo, vince nuovamente il bronzo nel lancio del disco.

## Atletica leggera paralimpica

### Palmarès
| Anno | Manifestazione       | Sede           | Evento                 | Risultato | Prestazione | Note            |
| ---- | -------------------- | -------------- | ---------------------- | --------- | ----------- | --------------- |
| 2016 | Giochi paralimpici   | Rio de Janeiro | Lancio del disco F52   | Bronzo    | 12,17 m     |                 |
| 2016 | Giochi paralimpici   | Rio de Janeiro | Lancio della clava F51 | Argento   | 22,21 m     |                 |
| 2017 | Mondiali paralimpici | Londra         | Lancio del disco F52   | Bronzo    | 11,97 m     |                 |
| 2017 | Mondiali paralimpici | Londra         | Lancio della clava F51 | Oro       | 23,74 m     |                 |
| 2018 | Europei paralimpici  | Berlino        | Lancio del disco F53   | Argento   | 13,04 m0    |                 |
| 2018 | Europei paralimpici  | Berlino        | Lancio della clava F51 | Oro       | 24,31 m     |                 |
| 2019 | Mondiali paralimpici | Dubai          | Lancio del disco F53   | Bronzo    | 13,52 m     |                 |
| 2019 | Mondiali paralimpici | Dubai          | Lancio della clava F51 | Oro       | 25,23 m     | Record mondiale |
| 2021 | Europei paralimpici  | Bydgoszcz      | Lancio del disco F53   | Argento   | 14,15 m     |                 |
| 2021 | Europei paralimpici  | Bydgoszcz      | Lancio della clava F51 | Argento   | 22,15 m     |                 |
| 2021 | Giochi paralimpici   | Tokyo          | Lancio del disco F53   | Bronzo    | 14,37 m     |                 |
| 2021 | Giochi paralimpici   | Tokyo          | Lancio della clava F51 | Oro       | 25,12 m     |                 |
| 2023 | Mondiali paralimpici | Parigi         | Lancio del disco F53   | Bronzo    | 14,10 m     |                 |
| 2023 | Mondiali paralimpici | Parigi         | Lancio della clava F51 | Oro       | 23,98 m     |                 |
| 2024 | Giochi paralimpici   | Parigi         | Lancio del disco F53   | Bronzo    | 14,17 m     |                 |

## Canoa paralimpica

### Palmarès
| Anno | Manifestazione       | Sede   | Evento     | Risultato | Note |
| ---- | -------------------- | ------ | ---------- | --------- | ---- |
| 2014 | Mondiali paralimpici | Mosca  | V1 200 m A | Bronzo    |      |
| 2015 | Mondiali paralimpici | Milano | VL2 200 m  | 5ª        |      |
| 2015 | Europei paralimpici  | Račice | VL1 200 m  | Argento   |      |